# Renate Zoepffel
Renate Zoepffel (* 23. August 1934 in Mexiko-Stadt; † 19. Januar 2024 in Freiburg im Breisgau) war eine deutsche Althistorikerin.

## Leben und Leistungen
Renate Zoepffel wurde als Tochter des kaufmännischen Angestellten Kurt Zoepffel und dessen Frau Ruth, geb. von Thaden, in Mexiko-Stadt geboren. 1938 siedelte die Familie nach Berlin über, wo Zoepffel seit Herbst 1941 die Volksschule besuchte. Nach dem Abitur an der Städtischen Oberschule in Alfeld (Leine) im März 1955 studierte Zoepffel bis 1965 Alte Geschichte, Klassische Archäologie und Klassische Philologie an der Universität Frankfurt am Main und der Universität Freiburg. Zwischen 1957 und 1959 hielt sie sich zum Studium in Mexiko auf. Die Promotion erfolgte im Februar 1965 bei Hermann Strasburger in Freiburg zum Thema Untersuchungen zum Geschichtswerk des Philistos von Syrakus. Anschließend wurde Zoepffel Wissenschaftliche Assistentin am Seminar für Alte Geschichte der Universität Freiburg. Die Habilitation erfolgte dort 1977 mit Arbeiten zu Hadrian und Aristoteles. Zoepffel war die erste Frau, die sich in Freiburg in den Geschichtswissenschaften habilitierte. 1981 wurde sie in Freiburg zur Außerplanmäßigen Professorin ernannt. Nachdem Zoepffel zunächst 1991/92 Frauenbeauftragte der Fakultät war, war sie von 1992 bis 1997 Frauenbeauftragte der Universität und 1995 bis 1997 Sprecherin der Landeskonferenz der Universitäts-Frauenbeauftragten. Verdienste erwarb sie sich auch bei der Gründung der Universitäts-Kindertagesstätte und des dazu gehörigen Trägervereines. 1997 ging sie in den Ruhestand.
Zoepffels Forschungsschwerpunkte waren die Griechische Geschichtsschreibung, die antike Sozialgeschichte sowie Geschlechterbeziehungen im antiken Griechenland. Im Rahmen des großen Projektes einer Aristoteles-Neuausgabe übersetzte und kommentierte sie die pseudo-aristotelische Oikonomika. 1999 wurde Zoepffel für ihre Verdienste mit dem Frauenförderpreis der Universität ausgezeichnet, 2002 erhielt sie das Bundesverdienstkreuz am Bande.

## Schriften (Auswahl)
- Untersuchungen zum Geschichtswerk des Philistos von Syrakus. Chemoprint, Gießen 1965.
- Historia und Geschichte bei Aristoteles. (= Abhandlungen der Heidelberger Akademie der Wissenschaften, Philosophisch-Historische Klasse. Jahrgang 1975, Abhandlung 2). Winter, Heidelberg 1975, ISBN 3-533-02450-4.
- Herausgeberin mit Walter Schmitthenner: Hermann Strasburger: Studien zur Alten Geschichte. Olms, Hildesheim und New York, 1982 und 1990 (3 Bände) ISBN 3-487-07084-7; ISBN 3-487-07085-5, ISBN 3-487-09363-4.
- Herausgeberin mit Jochen Martin: Aufgaben, Rollen und Räume von Frau und Mann. Alber, Freiburg im Breisgau und München 1989, ISBN 3-495-47554-0 (Veröffentlichungen des Instituts für Historische Anthropologie e. V., Band 5, Kindheit, Jugend, Familie Band 3).
- Oikonomika. Schriften zu Hauswirtschaft und Finanzwesen (= Aristoteles, Werke in deutscher Übersetzung. Band 10, Teil 2). Akademie-Verlag, Berlin 2006, ISBN 3-05-004002-5.